# Harpactea hamidae
Espèce
Harpactea hamidae est une espèce d'araignées aranéomorphes de la famille des Dysderidae.

## Distribution
Cette espèce est endémique de la wilaya de Bouira en Algérie,. Elle se rencontre dans le parc national du Djurdjura vers Tikjda.

## Description
Le mâle holotype mesure 3,84 mm, les mâles mesurent de 2,88 à 4,74 mm.

## Systématique et taxinomie
Cette espèce a été décrite par Beladjal et Abrous en 2023.

## Étymologie
Cette espèce est nommée en l'honneur d'Hamida Fergani.

## Publication originale
- Chaib, Kherbouche-Abrous & Beladjal, 2023 : « New species and new records of the genus Harpactea (Araneae, Dysderidae) from the Djurdjura National Park, Algeria. » Zootaxa, no 5339(1), p. 79-87.